# Noche Escandinava
Noche Escandinava é o projeto de música lied das cantoras Tarja Turunen, Marjut Paavilainen e Ingvild Storhaug juntamente com a pianista japonesa Izumi Kawakatsu e o barítono Juha Koskela, formulado com o objetivo de difundir o estilo musical e seus representantes nos países latino-americanos.

## História
Quando estava estudando na Universidade de Música de Karlsruhe, Alemanha, Tarja Turunen teve a ideia de interpretar canções escandinavas para a audiência Latino-americana.
Durante esse tempo, a cantora reuniu informações sobre esses países e se deu conta que compositores importantes de sua terra natal como Jean Sibelius e Edvard Grieg não eram muito conhecidos no gênero clássico nesses lugares. Como estava estudando música Lied na Alemanha, Tarja sentiu que esta era a oportunidade de mostrar um pouco de sua cultura e sua música.
Noche Escandinava retrata fielmente o formato Lied ou canção original, escrita para ser cantada por uma só pessoa, composta com ambição artística, mas com um estilo íntimo, desprovido de microfones e amplificadores, e na qual a poesia e a música se fundem totalmente, uma a serviço da outra, e não ao contrário.
A música nórdica possui qualidades particulares, próximas às sensações que geram visões de rigorosos invernos cobertos de neve branca, imaculadas, e de cristalinos lagos de águas claras que só têm sua tranquilidade interrompida pela presença momentânea de alguém que passa.
A canção escandinava alcança seu auge no século XIX e início do século XX, e foi muito influenciada pela música alemã e da Europa Central em geral.
Juntamente com as amigas e cantoras Marjut (Paavilainen) e Ingvild (Storhaug), Tarja começou a organizar uma pequena tour na América do Sul. Logo depois, mais uma de suas amigas, a pianista japonesa Izumi Kawakatsu se uniu ao projeto.
O motivo para a escolha do nome “Noche Escandinava” era óbvio: os concertos seriam realizados na Argentina e Chile, ambos os países de língua castelhana. Além de que, era duas cantoras finlandesas e uma norueguesa e o programa se basearia em canções escandinavas (norueguesas, suecas, etc.).

### Noche Escandinava I

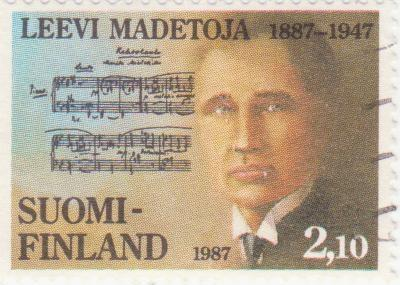
Leevi madetoja, um dos compositores na Noche escandinava I

Durante sua primeira excursão com o Noche Escandinava, em Maio – Junho de 2002, Tarja Turunen esteve acompanhada por Marjut Paavilainen (mezzosoprano – Finlândia), Ingvild Storhaug (mezzosoprano – Noruega) e Izumi Kawakatsu (pianista – Japão) juntamente com que visitou Santiago (Chile), onde se apresentaram no Cinearte Tobalaba em 29 de Maio; Buenos Aires (Argentina) onde, em 1º de Junho, realizaram um ato público no Teatro Margarita Xirgu. Em ambas as apresentações, interpretaram canções da arte escandinava, alemã e austríaca, entre as que podemos encontrar composições de Ture Rangström (Suécia), Sigurd von Koch (Suécia), Jean Sibelius (Finlândia), Edvard Grieg (Noruega), Leevi Madetoja (Finlândia) e Oskar Merikanto (Finlândia), Hugo Wolf (Áustria), Gustav Mahler (Áustria), Johannes Brahms (Alemanha), Richard Strauss (Alemanha), Manuel de Falla (Espanha) y Felix Mendelssohn (Alemanha).
Nessa ocasião contaram com o apoio da Embaixada Real Norueguesa, Embaixada da Finlândia, do Centro Cultural e Informativo da Embaixada do Japão, Embaixada da Alemanha na Argentina, Embaixada da Suécia, Governo de Buenos Aires – Secretaria de Cultura, Ópera Aberta e Casa da Ópera.
Tudo foi um grande sucesso e todos sentiram que o objetivo por trás de tudo havia sido atingido (levar a música escandinava para uma grande audiência). O público recebeu muito bem as canções e o grupo recebeu diversos pedidos para novas apresentações.

### Noche Escandinava II
Para a segunda edição de Noche Escandinava foi feita uma modificação na formação; Ingvild Storhaug foi substituída por Juha Koskela (barítono – Finlândia) já que o repertório desta vez era composto exclusivamente com canções de compositores de origem finlandesa como Oskar Merikanto, Yrjö Kilpinen, Erkki Melartin, Jean Sibelius, Toivo Kuula e canções folclóricas desse país.
Desta vez a excursão incluiu Santiago (Chile), onde se apresentaram no Centro Comercial Omnion em 22 de Abril; Buenos Aires (Argentina), com um ato público no Teatro Margarita Xirgu em 24 de Abril; Brasil, com duas datas: uma em Porto Alegre, onde interpretaram as canções no Teatro AMRG em 28 de Abril e outra em São Paulo, no Teatro das Artes/Eventos, em 1º de Maio e, finalmente, se apresentaram no Auditorium Hall, National Museum of Art de Bucarest (Romênia) em 6 de Maio. A tour contou com o apoio do Centro Cultural e Informativo da Embaixada do Japão, da Embaixada da Finlândia e do Ministério da Cultura da Finlândia.

### Noche Escandinava III
Em novembro de 2006 foi anunciada uma nova turnê do Noche Esvandinava, que pretende se chamar "Noche Escandinava III" e será realizada entre 2008 e 2009 sem locais nem datas confirmadas. Mas especula-se que deve retornar à América Latina para novas apresentações e, pela primeira vez, visitar a Ásia.

## Discografia
Em 2005 foi colocada à venda uma edição limitada do Cd “Noche Escandinava II - A Finnish Evening from Buenos Aires, Argentina, April 24th 2004” no site oficial da cantora Tarja Turunen.

## Programação

### Noche Escandinava I
| Primeira parte - Sigurd von Koch (1879-1919) "I manaden Tjaitra" por Ingvild Storhaug "Af Lotusdoft och manenssken" por Ingvild Storhaug - Edvard Grieg (1843-1907) 3 músicas de "Haugtussa" op.67: "Älska" por Ingvild Storhaug "Vonddag" por Ingvild Storhaug "Med en vandlilje" por Ingvild Storhaug - Ture Rangström (1884-1947) "Vinden och trädet" por Marjut Paavilainen "Pan" por Marjut Paavilainen - Jean Sibelius (1865-1957) "Demanten pa marssnön op.36 nr.6" por Marjut Paavilainen "Im Feld ein Mädchen singt op. 50 nr.3" por Marjut Paavilainen - Ture Rangström "Den enda stunden" por Tarja Turunen "Vingar i natten" por Tarja Turunen - Jean Sibelius "Säv, säv susa op. 36 nr.4" por Tarja Turunen "Den första kyssen op.37 nr.1" por Tarja Turunen - Leevi Madetoja (1887-1947) "Heijaa, heijaa op.60 nr.1" por Tarja Turunen "Yrtit tummat op.9 nr.1" por Tarja Turunen - Oskar Merikanto (1868-1924) "Soipa kieli" por Marjut Paavilainen e Tarja Turunen "Oi kiitos sa luojani armollinen" por Marjut Paavilainen e Tarja Turunen | Segunda parte - Johannes Brahms (1833-1897) "Vergäbliches Ständchen op.94 nr.4" por Ingvild Storhaug "Sappische Ode op.89 nr.4" por Ingvild Storhaug - Manuel de Falla (1876-1946) "Siete canciones populares": "El paño moruno" por Ingvild Storhaug "Nana" por Ingvild Storhaug "Canción" por Ingvild Storhaug - Hugo Wolf (1860-1903) "Das verlassene Mägdlein" por Marjut Paavilainen "Zitronenfalter im April" por Marjut Paavilainen "Frühling übers Jahr" por Marjut Paavilainen "Anakreons Grab" por Marjut Paavilainen "Verborgenheit" por Tarja Turunen "Elfenlied" por Tarja Turunen - Richard Strauss (1864-1949) "Du meines Herzens Krönelein op.21 nr.2" por Tarja Turunen "Zueignung op.10 nr.1" por Tarja Turunen - Johannes Brahms (1833-1897) "Die Meere op.20 nr.3" por Tarja Turunen e Ingvild Storhaug "Die Schwestern op.61 nr.4" por Tarja Turunen e Ingvild Storhaug - Felix Mendelssohn (1809-1847) "Herbstlied op.63 nr.4" por Marjut Paavilainen e Tarja Turunen "Ich wollt, meine Lieb ergösse sich... op.63 nr.1" por Marjut Paavilainen e Tarja Turunen |

### Noche Escandinava II
| Primeira parte - Oskar Merikanto (1868-1924) "Elämälle, Op. 93 N°4 (Ernst V. Knape)" porJuha Koskela "Omenankukat, Op. 53 N°1 (Eino Leino)" por Marjut Paavilainen "Miksi laulan, Op. 20 N°2 (J.H. Erkko)" por Tarja Turunen "Laulaja taivaan portilla, Op. 75 N°2 (Lauri Pohjanpää)" por Juha Koskela "Kevätlinnuille etelässä, Op. 11 N°1 (J.H.Erkko)" por Juha Koskela "Rukous, Op. 40 N°2 (Nino Runeberg)" por Tarja Turunen "Pai, pai paitaressu, Op. 2 N°1 (Mustakallio)" por Marjut Paavilainen "Metsäkyyhkyset, Op. 47 N°1 (J. Blicher-Clausen)" por Marjut Paavilainen - Yrjö Kilpinen (1892-1959) "Illalla, Op. 19 N°7 (Eino Leino)" por Juha Koskela "Laululle, Op. 52 N°3 (V.E. Törmänen)" por Tarja Turunen "Rannalta I, Op. 23 N°1 (V.A. Koskenniemi)" por Tarja Turunen - Erkki Melartin (1875-1937) "Minä metsän polkuja kuljen, Op. 4 N°1 (Eino Leino)" por Juha Koskela "Tähtien laulu, Op. 155 N°2 (Arvid Lydecken)" por Tarja Turunen e Marjut Paavilainen - Jean Sibelius (1865-1957) "Illalle, Op. 17 N°6 (A.V. Forsman/ Koskimies)" por Juha Koskela "Lastu lainehilla, Op. 17 N°7 (Ilmari Kianto)" por Marjut Paavilainen "Säf, säf susa, Op. 36 N°4 (G. Fröding)" por Tarja Turunen "Lailla virvaliekin (Autrefois) Op. 96 (Laura Heinonen)" por Tarja Turunen e Marjut Paavilainen "Svarta rosor, Op. 36 N°1 (Ernst Josephson)" por Juha Koskela "Var det en dröm, Op. 37 N°1 (J.J. Wecksell)" por Tarja Turunen "Tanken (Johan Ludvig Runeberg)" por Marjut Paavilainen e Juha Koskela | Segunda parte - Músicas Folk Finlandesas: "Soittajapaimen" por Marjut Paavilainen "Hilu hilu" por Marjut Paavilainen "Läksin minä kesäyönä" por Marjut Paavilainen "Minun kultani kaunis on" por Marjut Paavilainen - Toivo Kuula (1883-1918) "Tuijotin tulehen kauan, Op. 2 N°2 (Eino Leino)" por Tarja Turunen "Kesäyö kirkkomaalla, Op. 6 N°1 (V.A. Koskenniemi)" por Tarja Turunen "Imandran laulu, Op. 30c N°4 (Larin Kyösti)" por Tarja Turunen "Aamulaulu, Op. 2 N°3 (Eino Leino)" por Marjut Paavilainen "Sinipiika, Op. 23 N°1 (V.A. Koskenniemi)" por Juha Koskela "Syystunnelma, Op. 2 N°1 (Eino Leino)" por Juha Koskela - Oskar Merikanto "Myrskylintu, Op. 30 N°4 (Kashmir Leino)" por Juha Koskela "Soi vienosti murheeni soitto, Op. 36 N°3 (Heikki Ansa)" por Marjut Paavilainen "Soipa kieli" por Tarja Turunen e Juha Koskela "Kun päivä paistaa, Op. 24 N°1 (Hilja)" por Tarja Turunen "Merellä, Op. 47 N°4 (J.H. Erkko)" por Juha Koskela "Oi, kiitos sa Luojani armollinen" por Tarja Turunen, Marjut Paavilainen e Juha Koskela |